# Walking futbol
Walking futbol (również: piłka nożna chodzona, ang. walking football) – sport drużynowy, odmiana piłki nożnej.

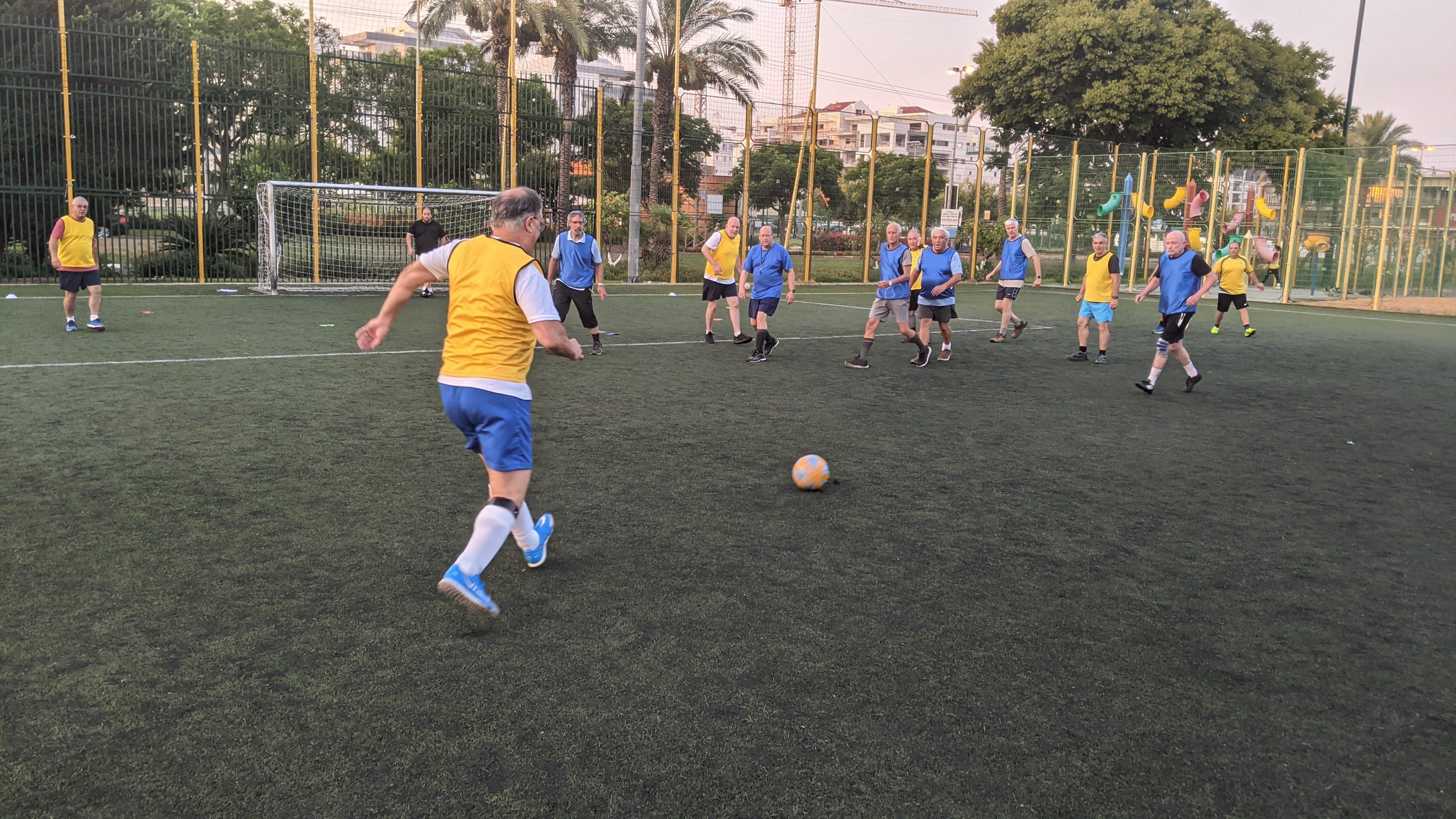
Mecz walking futbolu.

## Historia
Walking futbol jako odrębna dyscyplina sportowa został zainicjowany w 2011 r. w miejscowości Chesterfield (Wielka Brytania), gdzie opracowano przepisy gry i przeprowadzono pierwsze rozgrywki. W 2018 r. została utworzona międzynarodowa federacja pod nazwą: International Walking Football Federation (IWFF). Do jej zadań należy unormowanie przepisów gry oraz organizacja międzynarodowych turniejów walking futbolu. Dyscyplina szybko zyskała popularność w wielu krajach, w szczególności wśród osób starszych, z uwagi na niskie ryzyko kontuzji.

## Przepisy gry
Mecz walking futbolu, podobnie jak mecz tradycyjnej piłki nożnej, jest rozgrywany pomiędzy dwiema drużynami, które dążą do umieszczenia piłki w bramce drużyny przeciwnej. Podstawową zasadą walking futbolu jest zakaz biegania podczas meczu (przynajmniej jedna stopa zawodnika musi mieć stale kontakt z podłożem) oraz zakaz gry głową. Mecz podzielony jest na dwie połowy, z których każda trwa 10, 15 lub 20 minut. Mecze rozgrywane są na boisku lub w hali. Wymiary boiska nie mogą przekraczać 50 m długości i 25 szerokości. Wymiary bramki nie mogą przekraczać 3 m (szerokość) i 2 m (wysokość). Obowiązuje reguła ograniczenia wysokości piłki (do wysokości głowy lub bioder). Istnieje kilka wersji gry w walking futbol:
- wersja brytyjska
- wersja europejska
- wersja 3 touch
- wersja z bandami

## Walking futbol w Polsce
W 2019 r. utworzono Stowarzyszenie Walking Futbol Polska z siedzibą w Łodzi, które jest członkiem International Walking Football Federation (IWFF). Do jego celów statutowych należy rozwój kultury fizycznej i sportu wśród osób starszych. Prezesem stowarzyszenia został Jarosław Paradowski. Również w 2019 r. zorganizowano w Łodzi pierwszy ogólnopolski turniej walking futbolu o nazwie Senior Łódka Cup. W 2025 r. działa około 20 drużyn walking futbolu. Pod patronatem Polskiego Związku Piłki Nożnej działa reprezentacja Polski w walking futbolu w trzech kategoriach wiekowych.

### Turnieje walking futbolu w Polsce
Pierwszy ogólnopolski turniej walking futbolu rozegrano w Łodzi pod patronatem urzędu miasta oraz Łódzkiego Związku Piłki Nożnej. W 2020 r. turniej nie odbył się ze względu na pandemię covid-19. W kolejnych latach był rozgrywany w Łodzi oraz (od 2023 r.) w Aleksandrowie Łódzkim. Od 2022 r. w turnieju uczestniczą drużyny spoza Polski (m.in. Holandii i Litwy).
| Senior Alex Cup (do 2022 r. Senior Łódka Cup) | Senior Alex Cup (do 2022 r. Senior Łódka Cup) | Senior Alex Cup (do 2022 r. Senior Łódka Cup) |
| --------------------------------------------- | --------------------------------------------- | --------------------------------------------- |
| Rok                                           | Miejsce                                       | Zwycięzca turnieju                            |
| 2019                                          | Łódź                                          | Stare Gady (Łódź)                             |
| 2021                                          | Łódź                                          | Rosomak Łódź                                  |
| 2022                                          | Łódź                                          | DejaVu Łódź (mężczyźni)                       |
| 2022                                          | Łódź                                          | Stars 40+ (kobiety)                           |
| 2023                                          | Aleksandrów Łódzki                            | DejaVu Łódź (mężczyźni)                       |
| 2023                                          | Aleksandrów Łódzki                            | Jeże Zgierz (kobiety)                         |
| 2024                                          | Aleksandrów Łódzki                            | WF ŁKS (mężczyźni 50+)                        |
| 2024                                          | Aleksandrów Łódzki                            | WFC Kapelaki 60 (mężczyźni 60+)               |
| 2024                                          | Aleksandrów Łódzki                            | Jeże Zgierz (kobiety)                         |

Od 2021 r. Stowarzyszenie Walking Futbol Polska organizuje turniej w Charzykowach (do 2022 r. pod nazwą Charzykowy Tur Cup). Od 2023 r. w turnieju uczestniczą drużyny spoza Polski.
| Senior Tur Cup (do 2022: Charzykowy Tur Cup) | Senior Tur Cup (do 2022: Charzykowy Tur Cup) |
| -------------------------------------------- | -------------------------------------------- |
| Rok                                          | Zwycięzca turnieju                           |
| 2021                                         | Szarża Charzykowianka                        |
| 2022                                         | Szarża Charzykowianka                        |
| 2023                                         | England WFC (mężczyźn)                       |
| 2023                                         | Jeże Zgierz (kobiety)                        |
| 2024                                         | WF ŁKS Łódź (mężczyźni 50+)                  |
| 2024                                         | WFC Kapelaki (mężczyźni 60+)                 |
| 2024                                         | Jeże Zgierz (kobiety)                        |

Od 2023 r. Zgierskie Stowarzyszenie Kultury Fizycznej Jeże Zgierz organizuje halowy turniej walking futbolu w Zgierzu.

### Sukcesy międzynarodowe
- klub WF Rosomak Łódź dwukrotnie (2021[17] oraz 2022[18]) uzyskał pierwsze miejsce w turnieju Almelo City Cup (odpowiednik Ligi Mistrzów dla walking futbolu)

- 2024: reprezentacja Polski mężczyzn (kategoria 60+) zdobyła 3. miejsce w turnieju International Walking Football Invitational (Redditch)[19]
- 2025: reprezentacja Polski mężczyzn (kategoria 50+) zdobyła 3. miejsce w turnieju Nations Cup 2025 (Rzym)[20]